# Anticipation, ou l'amour en l'an 2000
Anticipation, ou l'amour en l'an 2000 és un curtmetratge dirigit per Jean-Luc Godard el 1966, estrenat el 1967. Ha estat rodada en blanc i negre, a excepció de l'escena final. És un dels episodis de la pel·lícula Le plus vieux métier du monde que tracta de la prostitució a través deles èpoques i que està compost de sis episodis en total. Anticipation, ou l'Amour en l'an 2000 és l'últim episodi.

## Argument
Al llarg de la pel·lícula, una veu de dona comenta regularment els colors - xinesa, soviètica o europea - i el nivell de radioactivitat.
La primera escena de la pel·lícula es desenvolupa en un aeroport, on s'observa el control dels viatgers. No tenen papers, les autoritats miren simplement el seu puny. Es té la impressió que tenen un microxip electrònic sota la pell. Llavors, la història es concentra en un passatger que ve d'una altra galàxia diferent a on es desenvolupa l'acció, i que demana una prostituta per catàleg. Una dona pica la porta la seva cambra d'hotel i li dona les claus de la seva roba. Desfà el cadenat, es despulla i es tira al llit. Però no parla, l'home no s'excitat amb ella. Diu doncs al servei de l'hotel que vol una altra dona.
Un grum (Jean-Pierre Léaud) arriba doncs amb una altra prostituta (Anna Karina). Aquesta parla. Li explica que amb l'especialització que ha arribat a tots els oficis, el de prostituta es divideix en dues "activitats": l'amor físic i l'amor romàntic.
Ella representa l'amor romàntic, mentre que la prostituta precedent era l'amor físic. És per això que no parlava. La segona, l'hostessa 703, sap doncs manejar les paraules de l'amor, però no se n'anirà al llit amb ell. En efecte, no està "especialitzada" en l'amor físic. Malgrat la seva prosa romàntica, el client no s'excita tampoc amb ella. Llavors, li proposa que es parlin tot acostant les boques. Des de l'instant en què les seves boques es toquen, la imatge espetarrega i canvia a color. El comentari de la veu de dona diu que el nivell de radioactivitat és gairebé nul i que el passatger i l'hostessa 703 han inventat alguna cosa del tot nova. Pel seu petó, han fusionat l'amor físic i l'amor romàntic.

## Repartiment
- Anna Karina: Natasha / Eleonor Roméovitch, l'hostessa 703
- Jacques Charrier: Nick / John Demetrius
- Marcel Dalio: Maître Vladimir Leskov
- Jean-Pierre Léaud: el grum
- Marilù Tolo: Marlène